# Lubuk Bintialo
Lubuk Bintialo is een bestuurslaag in het regentschap Musi Banyuasin van de provincie Zuid-Sumatra, Indonesië. Lubuk Bintialo telt 2293 inwoners (volkstelling 2010).